# Langstieliger Duft-Trichterling
Der Langstielige Duft-Trichterling (Clitocybe fragrans, Syn. Clitocybe suaveolens) ist eine Pilzart aus der Familie der Ritterlingsverwandten. Es ist ein kleinerer, beige-grauer bis weißlicher Trichterling, der einen deutlichen Anisgeruch hat. Die Fruchtkörper erscheinen von September bis November in Nadel- und Laubmischwäldern. Der giftige Trichterling wird auch Weißer Anis- oder Dunkelscheibiger Duft-Trichterling genannt.

## Merkmale

### Makroskopische Merkmale
Der Hut ist 1–5 cm breit, anfangs gewölbt, doch schon bald flach ausgebreitet und dann niedergedrückt bis genabelt und am Rand oft wellig verbogen. Die glatte Oberfläche ist hygrophan und hat bei Feuchtigkeit einen speckigen Glanz. Sie ist dann beige-grau gefärbt und der Hutrand ist deutlich durchscheinend gerieft. Die genabelte Hutmitte ist meist dunkler gefärbt als der Rand. Im trockenen Zustand ist der Hut cremefarben bis nahezu weiß.
Die ziemlich gedrängt stehenden Lamellen sind breit am Stiel angewachsen oder laufen etwas daran herab, sie sind blass beige bis cremefarben gefärbt und haben glatte Schneiden. Das Sporenpulver ist weiß.
Der zylindrische Stiel ist bis zu 5 cm lang, etwas knorpelig und mehr oder weniger wie der Hut gefärbt. Im Alter wird er hohl. Die Stielbasis ist weißlich filzig und mit dem Substrat verwachsen. Das dünne Fleisch ist hygrophan und weißlich. Es riecht deutlich nach Anis und schmeckt mild. Mitunter hat es eine süßliche Komponente.

### Mikroskopische Merkmale
Die glatten, hyalinen und inamyloiden Sporen sind elliptisch bis oval und 6–9 µm lang und 3–5 µm breit.

## Artabgrenzung
Es gibt zahlreiche ähnliche grauweiße bis graubraune Trichterlinge mit hygrophanen Hüten, die nur schwer abzugrenzen sind. Auch der essbare Grüne Anis-Trichterling (Collybia odora) kann im ausgeblassten Zustand sehr ähnlich aussehen. Er hat einen kräftigeren Habitus und einen ungenabelten Hut. Außerdem riecht er meist intensiver nach Anis.
Von ähnlichen hellfarbigen Trichterlingen unterscheidet sich der Langstielige Anis-Trichterling durch seinen Anisgeruch. Einige Autoren trennen den Duft-Trichterling (Clitocybe suaveolens) auch als eigenständige Art ab. Allerdings wurden bisher keine wirklichen Unterschiede herausgearbeitet, die dies rechtfertigen würden. Der im Nadelwald wachsende Rasige Anis-Trichterling (Clitocybe obsoleta) kann anhand seiner größeren Sporen erkannt werden.

## Ökologie
Die Fruchtkörper des Langstieligen Anis-Trichterlings erscheinen einzeln oder gesellig von September bis November in Nadel-, Laub- und Laubmischwäldern. Man findet sie häufig an grasigen Waldstellen.

## Verbreitung

Europäische Länder mit Fundnachweisen des Langstieligen Anis-Trichterlings.
Legende:
grün = Länder mit Fundmeldungen
cremeweiß = Länder ohne Nachweise
hellgrau = keine Daten
dunkelgrau = außereuropäische Länder.

Der Pilz kommt in Nordamerika (Kanada, USA), Asien (Japan, Nordkorea, Südkorea), Neuseeland und Europa vor. Auch in Nordafrika (Marokko) wurde er nachgewiesen.
In Nord-, West- und Mitteleuropa ist er nahezu überall recht häufig. In Norwegen reicht sein Verbreitungsgebiet bis zum 69., in Schweden bis fast zum 67. und in Finnland bis zum 63. Breitengrad. In Bulgarien kommt der Pilz überwiegend in den Gebirgen vor, in den Tiefebenen und an der Schwarzmeerküste fehlt er. In Deutschland ist er von der Nord- und Ostseeküste bis zu den Alpen weit verbreitet und häufig.

## Bedeutung
Der Langstielige Anis-Trichterling ist giftig. Erst 1974 wurde entdeckt, dass er Muskarin enthält, welches auf das Nervensystem wirkt. Ganz allgemein sollten mehr oder weniger weißhütige Trichterlinge nicht zu Speisezwecken gesammelt werden, da viele von ihnen giftig oder giftverdächtig sind und die Arten nur schwer zu unterscheiden sind.